# Her-Day
Her-Day è il quinto album della cantante giapponese Masami Okui pubblicato il 27 agosto 1999 dalla Starchild. L'album ha raggiunto la diciottesima posizione della classifica degli album più venduti in Giappone, vendendo 34 920 copie.

## Tracce
1. M2000 ~PROLOGUE~ (instrumental)
2. labyrinth (star version)
3. KETSUMATSU
4. Naritai (なりたい; I want)
5. Lululu (ルルル)
6. Key
7. Maka Fushigi na Nana Fushigi (摩訶不思議な七不思議; Seven Wonders of Magical)
8. Tenohira no Kakera (手のひらの破片; Hand Pieces)
9. Last Scene (M.original mix) (ラストシーン)
10. Tenshi no Kyuusoku (type R mix) (天使の休息; Angel's Rest)
11. Love Sick
12. Kitto Ashita wa
13. HOT SPICE (M.original mix)
14. Toki ni Ai wa (H-D mix) (時に愛は; Sometimes Love)
15. IN THIS ARM
16. Never die
17. Maria (マリア)